# Cryptomeigenia
Genre
Synonymes
- Cryptomeigenioidea Thompson, 1968
- Emphanopteryx Townsend, 1927
- Eumyothyria Townsend, 1920
- Meigeniella Coquillett, 1902

Cryptomeigenia est un genre de diptères de la famille des Tachinidae. Les larves des différentes espèces sont parasitoïdes de Scarabeidae adultes.

## Liste des espèces
- C. aurifacies Walton, 1912
- C. brimleyi Reinhard, 1947
- C. crassipalpis Reinhard, 1947
- C. demylus (Walker, 1849)
- C. dubia Curran, 1926
- C. elegans (Wulp, 1890)[2]
- C. flavibasis Curran, 1927
- C. hinei (Coquillett, 1902)
- C. illinoiensis (Townsend, 1892)
- C. longipes (Thompson, 1968)
- C. meridionalis (Townsend, 1912)
- C. muscoides Curran, 1926
- C. nigripes Curran, 1926
- C. nigripilosa Curran, 1926
- C. ochreigaster Curran, 1926
- C. setifacies Brauer & von Bergenstamm, 1891
- C. simplex Curran, 1926
- C. theutis (Walker, 1849)
- C. triangularis Curran, 1926